# Mihai Pintilii
Mihai Pintilii (Iași, 9 de noviembre de 1984) es un exfutbolista profesional rumano que jugaba de centrocampista.

## Carrera profesional
Inició su carrera futbolística en el modesto Auxerre Lugoj en 2005, pero en verano de 2006 firmó con el Jiul Petroșani, donde permaneció tres temporadas. En 2009 fichó por el Internațional Curtea de Argeș pero, tras solo quince partidos, abandonó el equipo con destino al Pandurii Târgu Jiu.
En mayo de 2012 fichó por el Steaua București mediante un traspaso de 850 000 euros. Su antiguo club, el club Pandurii Târgu Jiu recibió, en calidad de cedido, al futbolista del Steaua Mihai Răduț como parte del traspaso. Marcó su primer gol con el Steaua en Liga I el 23 de marzo de 2013 contra el Gaz Metan Mediaş.
A inicios de 2020 anunció su retirada debido a los problemas físicos que había sufrido en sus últimos meses como futbolista.

## Palmarés
- Steaua Bucureşti:
  - Liga I: 2012-13
  - Supercupa României: 2013